# 김연진 (국악인)
김연진(1985년 ~)은 대한민국의 국악인이다. 정동극장 예술단 단원 출신이기도 하며, 2009년 1집 앨범 [판소리 심청가]로 데뷔했다. 개명 전 이름은 김은지였다.

## 방송
- 모디션 (2019) - Top6
- 전국노래자랑 (2019) - 창원 편 최우수상, 연말결선 대상

## 음반
- 판소리 심청가 (2009)
- 렘베티카 더늠 (2009)
- 향천사의 밤 (2020)

### 퓨전국악 비단
- 만월의 기적 (2015)
- 가락지의 꿈 (2016)

## 수상
- 전국노래자랑 연말결선 대상 (2019)
- 제21회 여수진남 전국국악경연대회 명인부 종합우수상 (문화체육관광부장관상) (2019)
- 제21회 창원야철전국국악대전 일반부 성악부문 대상 (2017)
- 진해전국국악대전 학생부 대상 (행정자치부장관상) (2002)
- 대구무형문화제 제8호 판소리 전수 장학생
- 창현거리노래방 왕중왕전 우승